# Meditazione ebraica

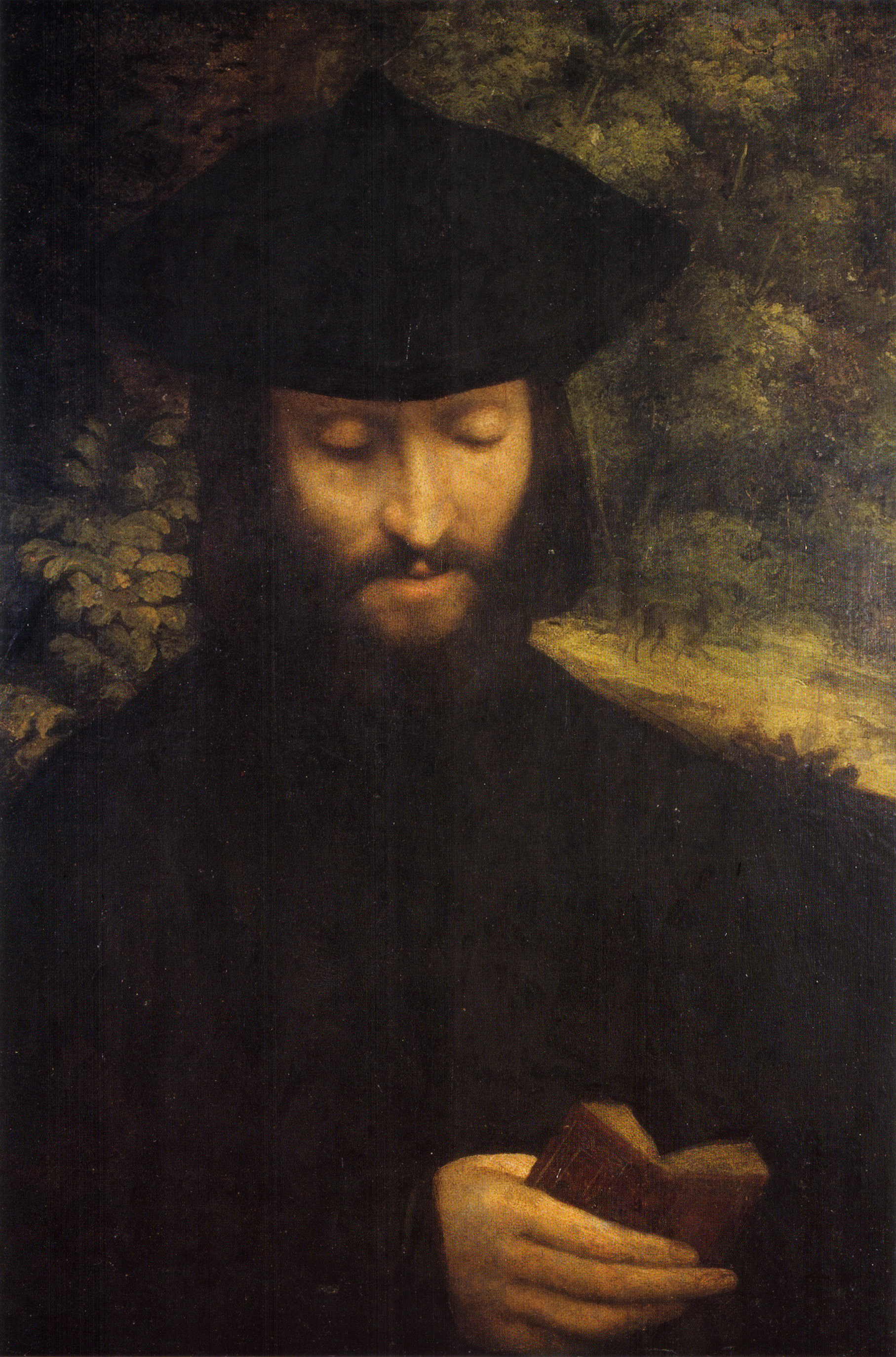
Ritratto di uomo in preghiera, del Correggio, 1525 ca.

Meditazione ebraica può riferirsi a diverse pratiche tradizionali ebraiche di contemplazione, che vanno dai metodi di visualizzazione e di intuizione – o forme di comprensione emotiva in preghiera di comunione – all'analisi intellettuale di concetti etici, filosofici o mistici. Si accompagna spesso alla preghiera ebraica non strutturata e personale, che permette la contemplazione isolata o, talvolta, si unisce ai servizi liturgici regolari. Le sue elevate intuizioni psicologiche possono generare stati alterati di consapevolezza, dare vita al dveikus (avvicinamento a Dio) e portare alla trascendenza meditativa, specialmente nel misticismo ebraico.
Nel corso dei secoli, alcune delle forme comuni hanno incluso le pratiche della filosofia e etica di Abraham ben Maimon (figlio di Maimonide), della Cabala di Abramo Abulafia, Isacco il Cieco, Azriel di Gerona, Moses Cordovero, Yosef Karo e Isaac Luria; lo chassidismo del Baal Shem Tov, Schneur Zalman di Liadi e Nachman di Breslov; ed il movimento Musar di Israel Salanter e Simcha Zissel Ziv.
Nelle sue forme esoteriche, la "Cabala Meditativa" è uno dei tre rami della Cabala, accanto a quello "Teosofico" e separato dalla "Cabala pratica". È un errore comune includere la Cabala meditativa nella Cabala pratica che cerca di alterare la fisicità, mentre la Cabala meditativa cerca la comprensione della spiritualità, insieme alla teosofia intellettuale comprendente la "Qabbalah Iyunit" ("Cabala contemplativa").

## Storia
Ci sono prove che l'Ebraismo abbia svolto pratiche meditative fin dai tempi antichi. Ad esempio, nella Torah, il patriarca Isacco viene descritto che usciva a "lasuach" in campagna - un termine compreso da tutti i commentatori come un certo tipo di pratica meditativa (Genesi 24:63).
Similmente, ci sono indicazioni in tutto il Tanakh (la Bibbia ebraica) che l'Ebraismo abbia sempre contenuto una tradizione meditativa centrale.

## Meditazione nel primo misticismo ebraico
Gli storici fanno risalire i primi testi ebraici esoterici all'era dei Tannaim. Questo misticismo "Merkavah-Heichalot", citato nei resoconti talmudici, cercava elevazioni dell'anima con metodi di meditazione, costruiti intorno alla visione biblica di Ezechiele e alla Creazione nella Genesi. Le caratteristiche concettuali specifiche della Cabala successiva emersero a partire dall'XI secolo, sebbene l'Ebraismo tradizionale predati lo Zohar del XIII secolo ai Tannaim, e alla precedente fine della profezia biblica. Il maestro di Cabala e filosofia chassidica Yitzchak Ginsburgh descrive l'evoluzione storica della Cabala come l'unione di "Sapienza" e "Profezia":

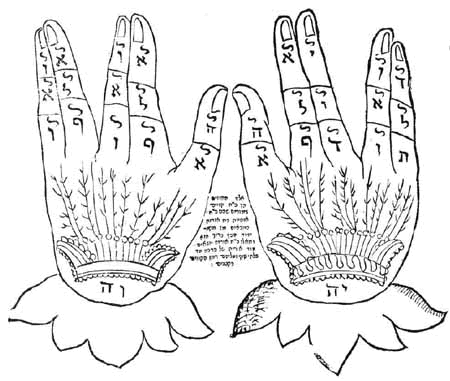
La pratica cabalistica storica si concentrava sulle Kavanot (meditazioni) dei Nomi Divini. Gli Angeli elevavano o bloccavano le preghiere verso i Mondi ascendenti. I nomi erano ritenuti le chiavi delle Porte Celesti.

Il valore numerico della parola "Cabala" (קבלה - "Ricevuta", "Atto del ricevere") in ebraico è 137 ed è il valore della somma di due parole molto importanti che si riferiscono alla Cabala: Chokhmah (חכמה - "Saggezza") è uguale a 73 e Nevuah (נבואה - "Profezia") è uguale a 64. La Cabala può quindi essere considerata l'unione (o "matrimonio") della saggezza con la profezia.
Storicamente, la Kabbalah sviluppò dalla tradizione profetica che esisteva nel Giudaismo fino al periodo del Secondo Tempio (inizio del IV secolo p.e.v.). Sebbene lo spirito profetico che aveva dimorato nei profeti continuase ad "aleggiare" (Sovev) sul popolo ebraico, non era più manifestato direttamente. Lo spirito di sapienza manifestava invece il Divino sotto forma della Torah Orale (la tradizione orale), l'insieme di conoscenza rabbinica che si era iniziata a sviluppare nel periodo del Secondo Tempio e continua ancora oggi. L'incontro tra saggezza (la mente, l'intelletto) e profezia (lo spirito che ancora persiste) e la loro unione, è ciò che produce e definisce l'essenza della Kabbalah.

Nello schema concettuale cabalistico, "saggezza" corrisponde alla sefirah della saggezza, altrimenti nota come il principio del "Padre" (Partsuf di Abba) e "profezia" corrisponde alla sefirah della comprensione o del principio della "Madre" (Parsuf di Ima). La saggezza e la comprensione sono descritti nello Zohar come "due compagni che mai si separano". Così, la Cabala rappresenta l'unione di saggezza e profezia nell'anima collettiva ebraica; ogni volta che studiamo la Cabala, la saggezza interiore della Torah, riveliamo questa unione. È importante chiarire che la Cabala non è una disciplina separata dallo studio tradizionale della Torah, è piuttosto l'anima interiore della Torah (nishmata de'orayta, nel linguaggio dello Zohar e dell'Arizal). Spesso l'unione di due cose viene rappresentata nella Cabala come un acronimo composto dalle loro lettere iniziali. In questo caso, "saggezza" in ebraico inizia con la lettera Chet, "profezia" inizia con la lettera Nun, quindi il loro acronimo forma la parola ebraica "chen", che significa "grazia", nel senso di "bellezza" (Tiferet). Grazia si riferisce in particolare alla bellezza simmetrica, cioè al tipo di bellezza che percepiamo nella simmetria. Questa osservazione si accorda con il fatto che la saggezza interiore della Torah, la Cabala, è denominata "Chokhmat ha'Chen", che letteralmente si traduce come la "saggezza di chen". Chen è qui l'acronimo di altre due parole: la "sapienza nascosta" (ebraico: חכמה נסתרה). Tuttavia, seguendo questa nostra analisi, la Cabala è chiamata chen, perché è l'unione di saggezza e profezia.

## Meditazione nella Cabala medievale

### Abramo Abulafia

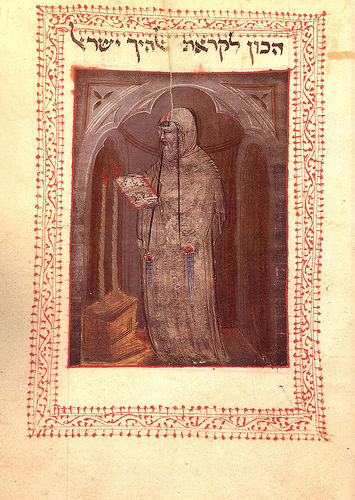
Abramo Abulafia da una miniatura del suo Luce dell'intelletto, 1285.

Abramo Abulafia (Saragozza, 1240–1291), figura di spicco nella storia della "Cabala meditativa", fondatore della scuola della "Cabala profetica/estatica", ha scritto manuali di meditazione con l'uso di lettere e parole ebraiche per raggiungere stati estatici. Il suo lavoro è centro di polemiche a causa dell'editto contro di lui da parte di Rabbi Shlomo ben Aderet (detto il "Rashba"), un autorevole studioso a lui contemporaneo. Tuttavia, secondo Aryeh Kaplan, il sistema di meditazione abulafiano costituisce una parte importante dell'opera di Rabbi Hayim Vital ed a sua volta del suo maestro, Rabbi Isaac Luria. Le fondamentali traduzioni di Kaplan e gli studi sulla Cabala meditativa, rimandano le pubblicazioni di Abulafia all'esistente trasmissione nascosta dei metodi meditativi esoterici dei profeti ebrei. Mentre Abulafia rimase una figura marginale nello sviluppo diretto della Cabala teosofica, i recenti studi accademici su Abulafia svolti dal filologo Moshe Idel rivelano la sua influenza più ampia in tutto il successivo sviluppo del misticismo ebraico.

#### La teoria mistica
La teoria mistica di Abulafia è una ricerca di estasi e di ispirazione profetica, basata sulla meditazione che unisce "emozione" e razionalismo e Maimonide). Il suo scopo, come lui stesso afferma, è quello di "dissigillare l'anima, per sciogliere i nodi che la legano"...
Lo "sciogliere" è, per così dire, il ritorno dalla molteplicità e separazione verso l'unità originale. Quale simbolo della grande liberazione mistica dell'anima dai legami della sensualità, lo "sciogliersi dei nodi" avviene anche nella teosofia del Buddhismo settentrionale. Per Abulafia questo simbolo significa che esistono certe barriere che separano l'esistenza personale dell'anima dal flusso della "vita cosmica" – secondo lui personificata nell‘intellectus agens dei filosofi, che scorre attraverso tutta la creazione. Esiste uno sbarramento che mantiene l'anima circoscritta nell'ambito dei confini naturali e normali dell'esistenza umana e la protegge contro il dilagare della "corrente divina" che le scorre sotto e tutto attorno: questo sbarramento, poi anche definito come una sorta di causa d'"indipendenza" da Dio, però [talvolta] preclude l'anima dall'acquisire conoscenza (consapevolezza) del Divino. I "sigilli" impressi nell'anima, la proteggono contro tale dilagare e garantiscono il suo normale funzionamento.
Perché Abulafia dice che l'anima è sigillata? Perché secondo lui la vita quotidiana ordinaria degli esseri umani, le loro percezioni del mondo sensibile (percepibile), riempie ed impregna la mente di una moltitudine di forme o immagini concrete (chiamate, nel linguaggio dei filosofi medievali, "forme naturali"). Poiché la mente percepisce tanti tipi di oggetti naturali grezzi e immette le loro immagini nella propria coscienza, essa crea per sé, a causa di questa funzione naturale, una determinata modalità di esistenza che porta l'impronta della finitezza. In altre parole, la vita normale dell'anima si mantiene nei limiti determinati dalle nostre percezioni sensoriali e dalle nostre "emozioni" e, fintanto che ne è ripiena, trova estremamente difficile percepire l'esistenza di forme e cose spirituali divine. Il problema è quindi di trovare un modo di aiutare l'anima a percepire oltre le forme naturali, senza venir accecati e sopraffatti dalla Luce Divina, e la soluzione è fornita dall'antica massima: "Chi è pieno di sé non ha spazio per Dio". Tutto ciò che occupa l'Io naturale della persona deve esser fatto scomparire o deve essere trasformato in modo tale da renderlo "trasparente" alla realtà spirituale interiore, i cui contorni diverranno allora percepibili tramite l'involucro consueto delle cose naturali.
Abulafia quindi ricerca più elevate forme di percezione che, invece di bloccare la via verso le regioni più profonde dell'anima, ne facilita l'accesso e le mette in rilievo. Vuole che l'anima si concentri su materie spirituali altamente astratte, che non l'appesantiscano portandosi in primo piano con la loro importanza particolare e rendendo così illusorio tutto il processo di purificazione mentale. Se per esempio io osservo un fiore, un uccello o qualche altro oggetto o evento e inizio a pensarci sopra, l'oggetto della mia riflessione acquisisce un'importanza ed un'attrattiva sua propria (penso a quel dato fiore, uccello, ecc.). Come può allora l'anima imparare a visualizzare Dio con l'aiuto di oggetti la cui natura è di tale tipo che blocca l'attenzione dello spettatore e la deflette dal suo proposito?

##### Difficoltà di percezione e confronto con il cattolicesimo
I primi mistici ebrei non conoscevano nessun oggetto di contemplazione su cui l'anima potesse concentrarsi ed immergersi fino a raggiungere uno stato d'estasi, come invece avveniva per il misticismo cristiano con la Passione.

#### La contemplazione del Nome
Abramo Abulafia cerca quindi un oggetto assoluto su cui meditare. Vale a dire, ne cerca uno in grado di stimolare la vita più profonda dell'anima e liberarla dalle percezioni ordinarie: vuole trovare qualcosa capace di acquisire la più grande importanza senza averne di per se stessa. Tale oggetto che soddisfa le necessarie condizioni Abulafia crede di averlo trovato nell‘alfabeto ebraico, nelle lettere che formano la lingua scritta. Non è sufficiente, seppure un importante passo avanti, che l'anima si occupi della meditazione su cose astratte, dato che anche così rimane troppo legata ai rispettivi significati. È invece lo scopo di Abulafia presentare all'anima qualcosa non di semplicemente astratto, ma anche non determinabile come oggetto nel senso stretto, poiché qualsiasi cosa determinata in tal modo ha un'importanza e un'individualità intrinseche. Basandosi sulla natura astratta e incorporea della scrittura ebraica, Abulafia sviluppa una teoria della contemplazione mistica delle lettere e della loro configurazione, quali costituenti del Nome di Dio. Questo è quindi l'oggetto reale e peculiarmente ebraico della contemplazione mistica: Il Nome di Dio, che è qualcosa di assoluto, perché rilette il significato nascosto e la totalità dell'esistenza: il Nome mediante il quale tutte le altre cose acquistano significato e che però non possiede un suo proprio particolare e concreto significato per la mente umana. In breve, Abulafia crede che chiunque riesca a fare di questo grande Nome di Dio – cosa meno concreta e percepibile del mondo – l'oggetto della propria meditazione, è sulla strada di una vera estasi mistica.
Partendo da questo concetto, Abulafia espone una particolare disciplina che chiama Hokhmath ha-Tseruf, cioè la "scienza della combinazione delle lettere", che viene descritta come una guida metodica alla meditazione con l'ausilio di lettere e della loro configurazione. Le lettere individuali delle loro combinazioni non hanno bisogno di avere "significato" nel senso ordinario della parola; è persino un vantaggio se non hanno senso, perché in tal caso hanno meno probabilità di distrarci. Certo, non sono veramente senza senso per Abulafia, che accetta la dottrina cabalistica di una lingua divina quale sostanza della realtà. Secondo questa dottrina, tutte le cose esistono solo in virtù del loro grado di partecipazione nel grande Nome di Dio, che si manifesta attraverso tutta la Creazione. Esiste una lingua che esprime il puro pensiero di Dio e le lettere di questa lingua spirituale sono gli elementi sia della realtà spirituale più fondamentale, sia della più profonda comprensione e conoscenza. Il misticismo di Abulafia è un percorso in questa lingua divina.
Lo scopo di questa disciplina è dunque quello di stimolare, con l'aiuto di una meditazione metodica, un nuovo stato di consapevolezza, che può venir definito come un movimento armonico di puro pensiero, che ha tagliato via qualsiasi rapporto coi sensi. Abulafia stesso l'ha ben correttamente paragonato alla musica: la pratica sistematica della meditazione come da lui insegnata, produce una sensazione molto vicina a quella dell'ascolto di armonie musicali. La scienza della combinazione è una musica di puro pensiero, dove l'alfabeto prende il posto della scala musicale. L'intero sistema mostra una notevole somiglianza ai principi musicali, applicati non ai suoni ma al pensiero che medita. Ci si ritrovano composizioni e modificazioni di motivi e la loro combinazione in ogni varietà possibile. Quanto segue è ciò che Abulafia stesso asserisce in uno dei suoi testi inediti:
L'attività diretta dell'adepto impegnato nel combinare le lettere della sua meditazione, componendo interi motivi su gruppi separati, combinandone diversi tra di loro e gustandone tali combinanzioni in ogni direzione, non ha per Abulafia meno senso o incomprensibilità di quella del compositore. (Schopenhauer affermava che il musicista esprime in suoni senza parole "il mondo ancora una volta" e ascende ad altezze infinite e discende a profondità immensurabili): Così anche per il mistico – per il mistico le porte chiuse dell'anima si aprono nella musica del puro pensiero che non è più limitato dal "senso" e, nell'estasi delle armonie più profonde che si originano nel movimento delle lettere del grande Nome, queste spalancano la via verso Dio. Questa scienza della combinazione delle lettere e la pratica della meditazione controllata è, secondo Abulafia, proprio quella "logica mistica" che corrisponde all'armonia interiore del pensiero nel suo movimento verso Dio. Il mondo delle lettere, che si rivela in questa disciplina, è il vero mondo della beatitudine: ogni lettera rappresenta un mondo intero per il mistico, che si abbandona alla sua contemplazione. Ogni lingua, non solo l'ebraico, viene trasformata in un mezzo trascendentale dell'unica e sola lingua di Dio. E poiché ogni lingua si genera da una corruzione della lingua aborigena – l'ebraico – rimangono quindi tutte a lei correlate. In tutti i suoi libri Abulafia si diletta a giocare con parole latine, greche o italiane a supporto delle sue idee, dato che, in ultima analisi, ogni parola parlata consiste di lettere sacre e la combinazione, separazione e riunione di lettere rivelano al cabalista profondi misteri, scoprendogli i segreti della relazione di tutte le lingue con la Lingua Santa.

#### Meditazione ed estasi

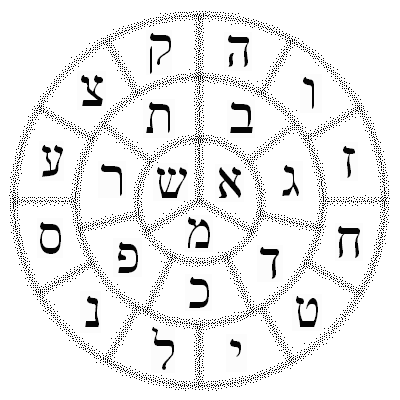
Lettere ebraiche come descritte nello Sefer Yetzirah.

I grandi manuali di Abulafia, come Il Libro della vita eterna, Luce dell'intelletto, Bei detti o Libro della Combinazione, sono guide sistematiche alla teoria e pratica di questo sistema di contrappunto mistico. Attraverso il suo esercizio metodico l'anima si abitua alla percezione di stati più elevati dell'essere coi quali si satura gradualmente. Abulafia espone un metodo che conduce dall'articolazione effettiva delle permutazioni e combinazioni, alla loro scrittura e contemplazione dello scritto, e infine dalla scrittura al pensiero e alla meditazione pura di tutti questi oggetti della "logica mistica".
"Articolazione", mivta, "scrittura", miktav, e "pensiero"", mahshav, formano quindi tre strati di meditazione sovraimposti. Le lettere sono gli elementi di ciascuno strato, elementi che si manifestano in sempre più numerose forme spirituali. Ma il mistico non si ferma qui. Egli differenzia ulteriormente tra materia e forma delle lettere per poter avvicinarsi di più al loro nucleo spirituale; si immerge nella combinazione delle forme pure delle lettere che ora, forme puramente spirituali, gli si imprimono nell'anima; cerca di comprendere le connessioni tra parole e nomi formati dai metodi cabalistici di esegesi. Il valore numerico delle parole, la ghematria, diventa in questo caso di particolare importanza.
A ciò si deve aggiungere un altro punto: il lettore moderno di questi scritti di Abulafia rimane attonito nel trovare una descrizione dettagliata di un metodo che egli, insieme ai suoi seguaci, chiama dillug e kefitsah, "salto" o "scatto", cioè da un concetto all'altro. In verità ciò non è altro che un metodo rimarchevole per usare le associazioni come modo di meditazione. Non è propriamente quel tipo di "associazione libera" nota alla psicoanalisi; è piuttosto un modo di passare da un'associazione ad un'altra, determinato da certe regole, gioia dello studio della Torah. Ogni "salto" apre una nuova sfera, definita da certe caratteristiche formali, non materiali. Nell'ambito di questa sfera, la mente può associare liberamente. Il "salto" unisce quindi gli elementi di associazione libera e guidata, e si dice assicuri risultati straordinari per quanto riguarda "l'espansione della consapevolezza" dell'adepto. Il "salto" porta alla luce processi occultati della mente, "ci libera dalla prigione della sfera naturale e ci conduce ai confini della sfera divina". Tutti gli altri metodi, più semplici, di meditazione servono solo come preparazione a questo più alto grado che contiene e sorpassa tutti gli altri.
Abulafia descrive in vari testi le preparazioni necessarie alla meditazione e all'estasi, come anche ciò che succede all'adepto nel momento culminante del "rapimento estatico". In un testo, Abulafia riporta quanto segue:

Sii preparato per il tu Dio, O Israelita! Fatti pronto a dirigere il tuo cuore solo verso Dio. Purificati il corpo e scegliti una casa solitaria, dove nessuna possa udire la tua voce. Rinchiuditi in una stanza e non rivelare il tuo segreto a nessun uomo. Fallo di giorno in casa, se non puoi farlo di notte, sebbene sia meglio che tu lo compia dopo il tramonto. Nell'ora quando ti prepari a parlare col Creatore e desideri che Egli ti riveli la Sua potenza, sii attento ad astrarre tutto il tuo pensiero via dalle vanità di questo mondo. Copriti col tuo scialle di preghiera (Tallit) e indossa i Tefillin sul capo e nelle mani, cosicché tu sia pieno di timore della Shekhinah che ti è accanto. Purifica(ti) gli indumenti e, se possibile, fa che le tue vesti siano candide, poiché ciò ti assisterà a condurre il cuore verso il timore e l'amore di Dio. Se è notte, accendi molte luci, in modo che tutto sia splendente. Poi prendi penna e inchiostro e poniti ad un tavolo, e ricordati che sei in procinto di servire Dio con gioia nel cuore. Ora inizia a combinare alcune o diverse lettere, permutandole e combinandole finché il tuo cuori si scaldi. Quindi stai attento ai loro movimenti e a ciò che puoi realizzare muovendole. E quando senti che il tuo cuore si è riscaldato e vedi che con le combinazioni di lettere riesci a comprendere nuove cose che per tradizione umana o da solo non sapresti cogliere e sei quindi pronto a ricevere l'influsso della potenza divina che ti scorre dentro, allora volgi tutto il tuo vero pensiero ad immaginare il NOME e i Suoi angeli esaltati nel tuo cuore come se questi fossero esseri umani seduti o in piedi dinanzi a te. E sentiti come messaggero che il re ed i suoi ministri devono inviare in missione, in attesa di apprendere la tua missione dalle loro labbra, che sia il re stesso o i suoi servitori. Immaginando ciò vividamente, concentrati ora a capire coi tuoi pensieri le molte cose che ti verranno in mente mediante le lettere immaginate. Ponderale nel loro complesso e nel dettaglio, come uno al quale sia stata enunciata una parabola o un sogno, o che mediti su un profondo problema di un testo scientifico, e cerca quindi di interpretare quello che odi in base a quello che la tua ragione ti suggerisce... E tutto ciò ti accadrà dopo che avrai gettato via penna e carta, o dopo che ti saranno cascati a causa dell'intensità del tuo pensiero. E sappi: più forte sarà dentro di te l'influsso intellettuale, e più deboli diverrano le tue parti esterne ed interne. L'intero tuo corpo verrà sopraffatto da forti tremori, tali da farti pensare che stai morendo, poiché la tua anima, colma di gioia per la conoscenza acquisita, lascerà il corpo. E sii pronto in questo istante a scegliere la morte coscientemente, e allora saprai che ti sei spinto sufficientemente avanti a ricevere l'influsso. E quindi nel desiderio di onorare il NOME glorioso servendolo con la tua vita e con la tua anima, velati il volto e abbi timore di guardare Dio. Ritorna allora alle questioni del corpo, alzati e mangia e bevi un po', o rinfrescati con un aroma piacevole, e riponi lo spirito nel suo involucro fino alla prossima volta, e sii felice del tuo destino e sappi che Dio ti ama!

Estasi
Addestrando la mente a tralasciare tutti gli oggetti naturali e a vivere in pura contemplazione del NOME divino, essa si prepara gradualmente alla trasformazione finale.

I sigilli che la tenevano bloccata nel suo stato normale e impedivano l'accesso della luce divina, si sciolgono e il mistico finalmente se ne libera del tutto. La sorgente nascosta della vita divina viene liberata e, ora che la mente è preparata, questa irruzione dell'influsso divino non la travolge gettandola nella confusione e nell'abbandono. Al contrario, avendo scalato i vertici della scala mistica e raggiuntane la cima, il mistico consciamente percepisce e diviene parte del mondo di luce divina, il cui splendore illumina i suoi pensieri e gli sana il cuore. Questa è la fase di visione profetica in cui i misteri ineffabili del NOME divino e tutta la gloria del suo Regno si rivelano all'illuminato: il profeta ne parla in parole che esaltano la grandezza di Dio e riflettono la Sua "immagine".
L'estasi, che Abulafia considera come la più alta ricompensa della contemplazione mistica, non è quindi da confondersi con un delirio semicosciente e un completo auto-annientamento. Tali forme incontrollate di estasi, Abulafia le tratta con sdegno e le considera inoltre pericolose. Anche l'estasi preparata razionalmente giunge all'improvviso e non può essere forzata, ma quando si sono "levati i piombi" e "tolti i sigilli", la mente è già predisposta alla "luce dell'intelletto" che ci si riversa dentro. Abulafia quindi avverte spesso dei pericoli mentali e persino fisici che possono avvenire con una meditazione non sistematica o pratiche amatoriali consimili. Combinando le lettere, ognuna delle quali – secondo il libro Sefer Yetzirah – si coordina ad un membro speciale del corpo, "si deve stare molto attenti a non muovere una consonante o vocale dalla sua posizione poiché, se si erra a leggere la lettera che comanda un dato membro, tale membro potrebbe essere strappato via e cambiare posto, o alterare immediatamente la sua natura e trasformarsi in una forma differente, cosicché la persona potrebbe diventare storpia [/mancante]."

### Moshe Cordovero
Rabbi Moses ben Jacob Cordovero (1522-1570), cabbalista storico centrale di Safed, insegna che durante la meditazione, non ci si concentra solo sulle Sephirot (emanazioni divine) di per sé, ma piuttosto sulla luce dell'Infinito (Atzmut - "essenza" di Dio) contenuta all'interno delle emanazioni. Tenendo presente che tutto ascende all'Infinito, la sua preghiera si rivolge "a Lui, non ai Suoi attributi". La corretta meditazione si concentra su come la Divinità agisce attraverso le Sephirot specifiche. Nella meditazione sull'essenziale nome ebraico di Dio, rappresentato dalle quattro lettere del Tetragramma, ciò corrisponde alla meditazione sulle vocali ebraiche, che sono viste come riflessive della luce dell'Infinito-Atzmut.
Il nome essenziale di Dio nella Bibbia ebraica, il Tetragrammatòn di quattro lettere (Yod-Hei-Vav-Hei), corrisponde nel pensiero cabalistico alle 10 Sephirot. I cabalisti interpretano le forme e le forze spirituali di ciascuna di queste 4 lettere, come l'espressione di ciascuna Sefirah (il punto Yod-maschile rappresenta l'illuminazione infinita adimensionale della Sapienza, e la spina trascendente sopra di esso rappresenta l'anima sovracosciente della Corona. Il primo vaso Hei-femminile rappresenta l'espansione della conoscenza della Sapienza nell'ampiezza e profondità della Comprensione. Il punto Vav-maschile disegnato verso il basso in una linea, rappresenta la nascita delle Sephirot emotive, da Carità a Fondazione nel loro stato impregnato di Comprensione. Il secondo vaso Hei-femminile rappresenta la rivelazione delle Sephirot precedenti nell'azione del Reame). Pertanto, il Tetragramma ha la Luce Infinita rivestita al suo interno come Sephirot. Ciò è indicato dal cambiamento dei punti vocalici (niqqudot, e segni di cantillazione) trovati sotto ognuna delle quattro lettere del Nome in ogni Sefirah. "Ogni Sefira si distingue per il modo in cui la Luce Infinita è rivestita al suo interno". Nella tradizione ebraica, i punti vocalici e la pronuncia del Tetragramma sono incerti, e per rispetto e riverenza alla santità del Nome, questo nome di Dio a quattro lettere non è mai letto. Nella Cabala si registrano molte permutazioni spirituali di notazioni vocali del Tetragramma, che corrispondono a diversi significati spirituali ed emanazioni:
| Sefirah              | Vocale ebraica |
| -------------------- | -------------- |
| Keter (Corona)       | Kametz         |
| Chokhmah (Saggezza)  | Patach         |
| Binah (Comprensione) | Tzeirei        |
| Chesed (Carità)      | Segol          |
| Ghevurah (Giudizio)  | Sheva          |
| Tiferet (Bellezza)   | Holam          |
| Netzach (Vittoria)   | Hirik          |
| Hod (Gloria)         | Kubutz *       |
| Yesod (Fondazione)   | Shuruk *       |
| Malkuth (Reame)      | Nessuna vocale |

* Kubutz e Shuruk sono pronunciate indistintamente nell'ebraico moderno e per questa ragione c'è un certo scetticismo sull'associazione di Kubutz con Hod piuttosto che con Yesod e viceversa.

### Hayim Vital e la Cabala lurianica
Rabbi Hayim Vital (1543-1620 ca.), uno dei principali discepoli di Rabbi Isaac Luria e responsabile della pubblicazione delle opere del maestro, presenta qui di seguito il metodo di Rabbi Yosef Caro:

Medita da solo in una casa, avvolto in uno scialle di preghiera (tallit). Siediti e chiudi gli occhi, e trascendi il fisico, come se la tua anima avesse lasciato il corpo e stia salendo al cielo. Dopo questa cessione/ascensione, recita una Mishnah, qualsiasi Mishnah tu desideri, molte volte consecutivamente, il più rapidamente possibile, con pronuncia chiara, senza saltare una sola parola. Intendi legare la tua anima all'anima del saggio che ha insegnato questa Mishnah.

"La tua anima diverrà come un carro..."

Fai ciò intendendo che la bocca sia un semplice recipiente/canale per far apparire le lettere delle parole di questa Mishnah, e che la voce che emerge attraverso il vaso della tua bocca sia [piena delle] scintille della tua anima interiore che scaturiscono e recitano questa Mishnah. In tal modo, la tua anima diverrà un carro in cui l'anima del saggio che è il maestro di questa Mishnah possa manifestarsi. La sua anima allora si rivestirà nella tua anima.
Ad un certo punto del processo di recitare le parole della Mishnah, potrai sentirti sopraffatto dalla stanchezza. Se sei degno, l'anima di questo saggio potrà allora venire a risiederti in bocca. Ciò avverrà nel bel mezzo del tuo recitare la Mishnah. Mentre la reciterai, egli comincerà a parlare con la tua bocca e ti augurerà Shalom. Egli quindi risponderà ad ogni domanda che ti viene in mente di chiedergli. Lo farà con e tramite la tua bocca. Le tue orecchie udiranno le sue parole, poiché tu non parlerai da te stesso. Piuttosto, sarà lui che parlerà mediante te stesso. Questo è il mistero del versetto: "Lo spirito del Signore parla in me, la sua parola è sulla mia lingua" (2 Samuele 23:2).

## Meditazione nello Chassidismo

### Il Baal Shem Tov e il misticismo popolare
Il Baal Shem Tov, fondatore dell'Ebraismo Chassidico, prese la frase del Talmud che "Dio desidera il cuore" e la rese centrale nel suo amore per la sincerità della gente comune. Sostenendo la gioia nell'onnipresente Immanenza Divina, cercò di rivitalizzare il popolino di diseredati nella loro vita ebraica. La ribellione cosacca di Bohdan Chmel'nyc'kij nel XVII secolo, con le relative distruzioni delle comunità ebraiche, e la vasta perdita di capacità di accesso all'istruzione da parte degli ebrei poveri e analfabeti degli shtetl, aveva lasciato la gente in una profonda depressione spirituale. L'élite di studiosi si sentiva distaccata dalle masse, poiché l'ebraismo tradizionale reputava l'apprendimento talmudico come la principale attività spirituale, mentre i predicatori offrivano poco conforto popolare con ammonimenti etici. Il Baal Shem Tov iniziò quindi una nuova articolazione del misticismo ebraico, mettendo in relazione le sue strutture con l'esperienza psicologica diretta. Le sue spiegazioni mistiche, le sue parabole e i suoi racconti agli illetterati, incoraggiava il loro fervore emotivo (deveikus), in particolare attraverso l'attaccamento alla figura chassidica dello Tzadik, mentre il suo circolo più ristretto comprendeva la profonda filosofia spirituale delle nuove idee. Alla presenza dello Tzadik, i seguaci potevano trarre ispirazione e attaccamento a Dio. Il Baal Shem Tov ed i Maestri Chassidici lasciarono da parte la precedente concentrazione della cabalistica meditativa sui Nomi Divini e la loro visualizzazione, in favore di una più personale mistica interiore, espressa innatamente nella gioia mistica, la preghiera devozionale e la melodia (nigun), o studiata concettualmente nelle opere classiche sistematizzate della Filosofia chassidica. Una tradizionale storia yiddish la caratterizza:

Nel giorno del suo 16º compleanno, il Baal Shem Tov vagava per la campagna meditando sul significato della giornata. Stava soggiornando in una locanda locale di un vicino villaggio, gestito dall'oste Aaron Shlomo e da sua moglie Rivka Zlata, ebrei semplici in grado a malapena di leggere le preghiere quotidiane, ma entrambi timorati di Dio, che lodavano Dio in ogni occasione. "Benedetto sia il Signore sempre!" proferiva spesso l'oste, mentre la moglie aggiungeva "Benedetto sia il Suo Santo Nome". In giro per i campi, il Baal Shem Tov recitava salmi con grande sentimento, concentrandosi sulle varie intenzioni mistiche associate a ciascun verso, che il suo mentore Rabbi Chaim, Tzadik teurgico, gli aveva inculcato. Immerso in pensieri spirituali, improvvisamente vide il Profeta Elia in piedi davanti a lui. Sebbene avesse precedentemente avuto tali visioni mentre era insieme ad altri mistici, fu scosso da questa prima visione da solo, e un sorriso apparve sul volto del Profeta, che disse: "Ti sforzi così tanto nella meditazione, cercando di raggiungere livelli elevati, mentre le parole sincere di Aaron Shlomo e di sua moglie provocano gioia in Cielo, molto più del trambusto causato dalle meditazioni esoteriche dei giusti. Quando Dio viene benedetto, questo causa grande contentezza nell'Alto, in particolare quando le lodi sono offerte da gente semplice, la cui sincera fede li unisce costantemente al Creatore." Il Baal Shem Tov in seguito condivise questa rivelazione con il suo circolo di mistici cabalisti, e li consigliò di prendersi cura del benessere della gente comune nel corso dei loro viaggi. "Ciò farà sì che lodino Dio, e il nostro interesse per loro susciterà la misericordia divina grazie alle loro suppliche."

### Chassidismo Chabad: Hisbonenus - Chochma, Binah e Daat

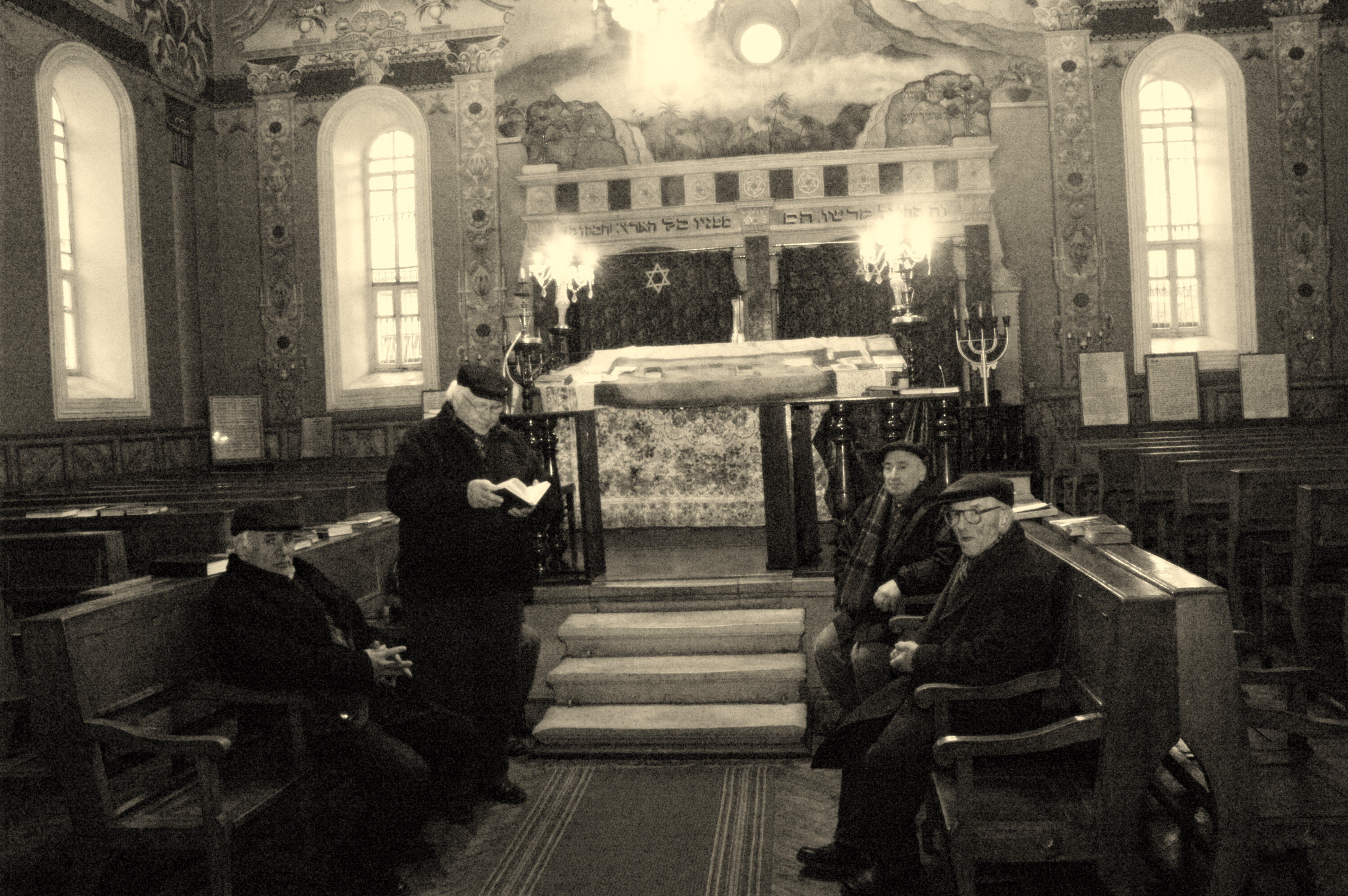
Chabad differisce dal Chassidismo tradizionale nella sua preparazione alla preghiera con la contemplazione intellettuale della filosofia chassidica. Tuttavia, uno dei suoi scopi è quello di rivelare la semplicità d'animo, che tutti possiedono. I Rebbe di Chabad invidiavano la sincerità della gente semplice.

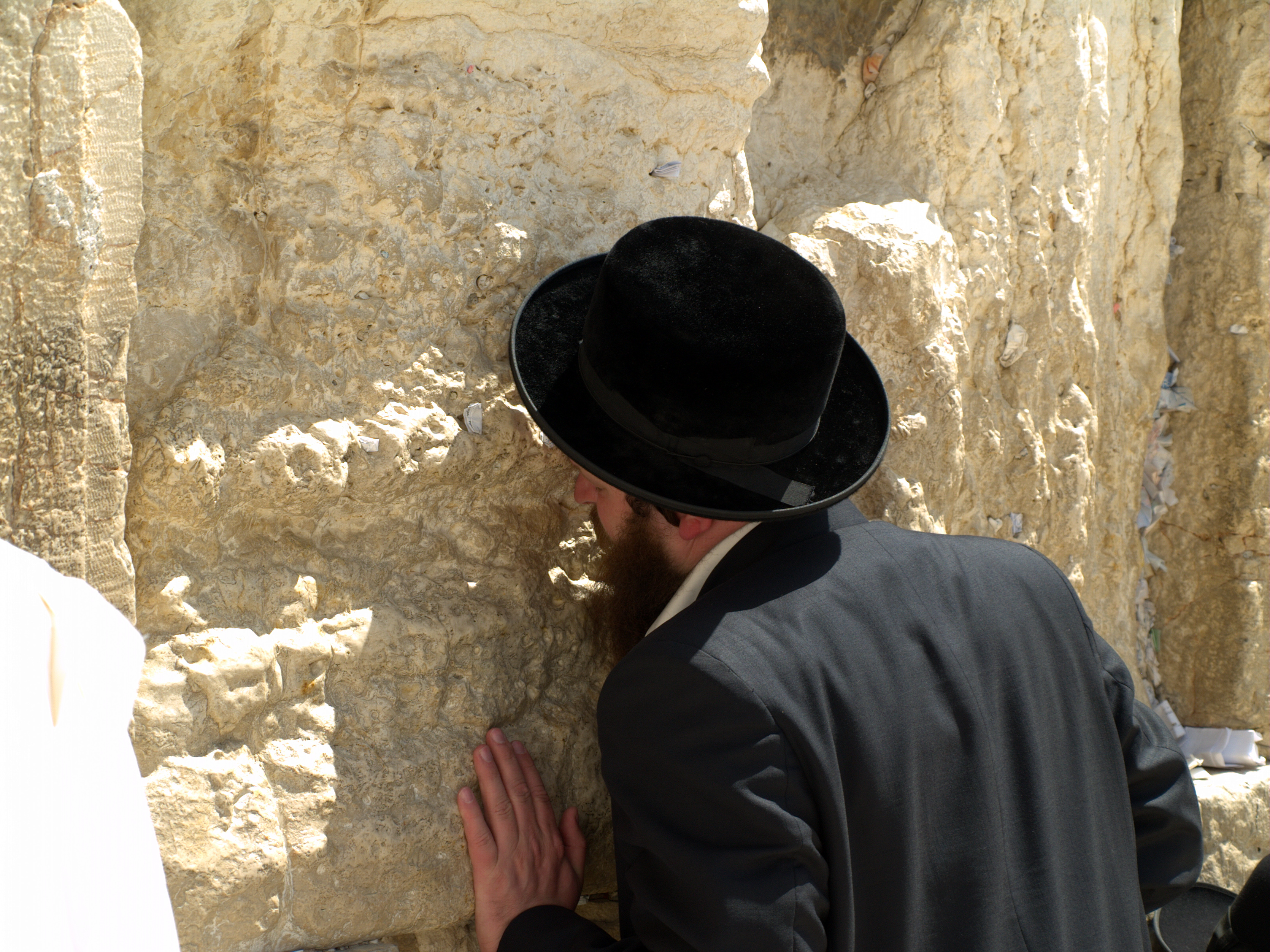
La preghiera chassidica tralascia la visualizzazione mentale cabalistica (kavanah) dei nomi divini a favore dell'innata adesione dell'anima a Dio (dveikut)

Rabbi Dovber Schneuri di Lubavitch, il "Rebbe Mitler", secondo leader della Dinastia Chabad, scrisse varie opere che illustravano l'approccio chabad. Nei suoi testi spiega che la parola ebraica che significa meditazione è hisbonenus (traslitterata anche come hitbonenut). la parola "hisbonenut" deriva dall'ebraica Binah (lett. comprensione) e si riferisce al processo di comprensione mediante lo studio analitico. Sebbene la parola hisbonenut possa essere applicata allo studio analitico di qualsiasi materia, viene però usata generalmente per riferirsi allo studio della Torah ed in particolare in questo contesto, alla spiegazione della Cabala nella filosofia chassidica Chabad, per poter ottenere una maggiore comprensione e apprezzamento di Dio.
Nella trattazione Chabad, ogni processo intellettuale deve incorporare tre facoltà: Chokhmah, Binah e Daat. Chokhmah (lett. Saggezza) è la capacità della mente di elaborare una nuova visione in un concetto che non si conosceva prima. Binah (lett. Comprensione) è la capacità della mente di concepire una nuova visione (dalla Chokhmah), analizzare tutte le sue implicazioni e semplificare il concetto in modo che si capisca bene. Daat (lett. Conoscenza), la terza fase, è la capacità della mente di concentrarsi e mantenere la sua attenzione sulla Chokhmah e sulla Binah.
Il termine Hisbonenut rappresenta un punto importante del metodo Chabad: la filosofia chassidica Chabad respinge l'idea che qualsiasi nuova percezione interiore possa venire da una semplice concentrazione. La filosofia Chabad spiega che mentre Daat è una componente necessaria della cognizione, è come se fosse un vaso vuoto se non contenesse l'apprendimento e l'analisi e lo studio che provengono dalla facoltà della Binah. Proprio come una nuova intuizione o scoperta (Chokhmah) fatte dallo scienziato risultano sempre da preliminari analisi e studi approfonditi sulla rispettiva materia (Binah), allo stesso modo per ottenere una percezione della Divinità si devono svolgere studi approfonditi delle spiegazioni della Cabala e della filosofia chassidica.
I maestri chassidici affermano che l'illuminazione è commisurata alla propria comprensione della Torah e in particolare delle spiegazioni della Kabbalah e della filosofia chassidica.
Avvertono che la concentrazione prolungata priva di contenuto intellettuale può portare alla deprivazione sensoriale, ad allucinazioni e anche alla pazzia, che possono tutti essere tragicamente confusi con la "illuminazione spirituale".
Tuttavia, una traduzione contemporanea della parola hisbonenut in un italiano corrente non è "meditazione". "Meditazione" si riferisce alla capacità della mente di concentrarsi (Daat), che in ebraico si chiama Haamokat HaDaat. Hisbonenut che, come spiegato sopra, si riferisce al processo di analisi (Binah), è più propriamente tradotto come "studio analitico approfondito".
Chabad accetta e approva gli scritti di cabalisti come Moshe Cordovero e Hayim Vital, e le loro opere sono quotate per esteso nei testi chassidici. Tuttavia, i maestri chassidici dicono che i loro metodi possono essere facilmente fraintesi senza un appropriato approfondimento della filosofia chassidica. Il Rebbe Mitler sottolinea che le allucinazioni provenienti da una mente priva di contenuto intellettuale sono il prodotto Koach HaDimyon (lett. potere della fantasia) del cervello, che è la facoltà più bassa del cervello stesso. Anche un bambino è in grado di forme di pensiero più elevate del Koach HaDimyon. Quindi tali immaginazioni non dovrebbero mai essere confuse con le improvvise illuminazioni intuitive note come Chokhma, che possono essere raggiunte solo attraverso uno studio approfondito delle spiegazioni logiche della Cabala e della filosofia chassidica.

### Chassidismo Breslav: Hisbodedus e preghiera

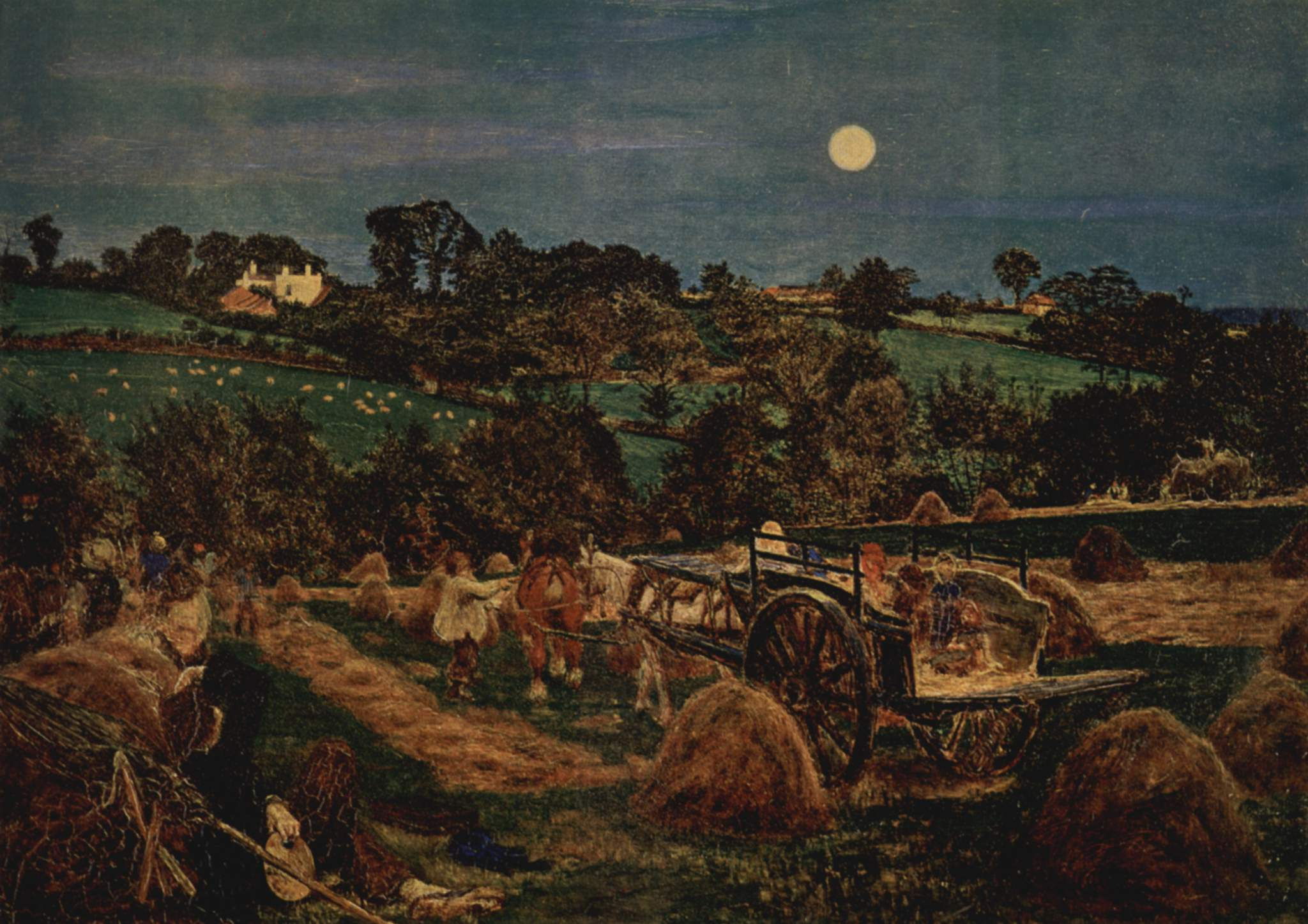
I chassidim di Breslov passano del tempo in seclusione a comunicare interiormente con Dio. Nelle comunità ebraiche, spesso cercano tale solitudine in mezzo alla natura, di notte.

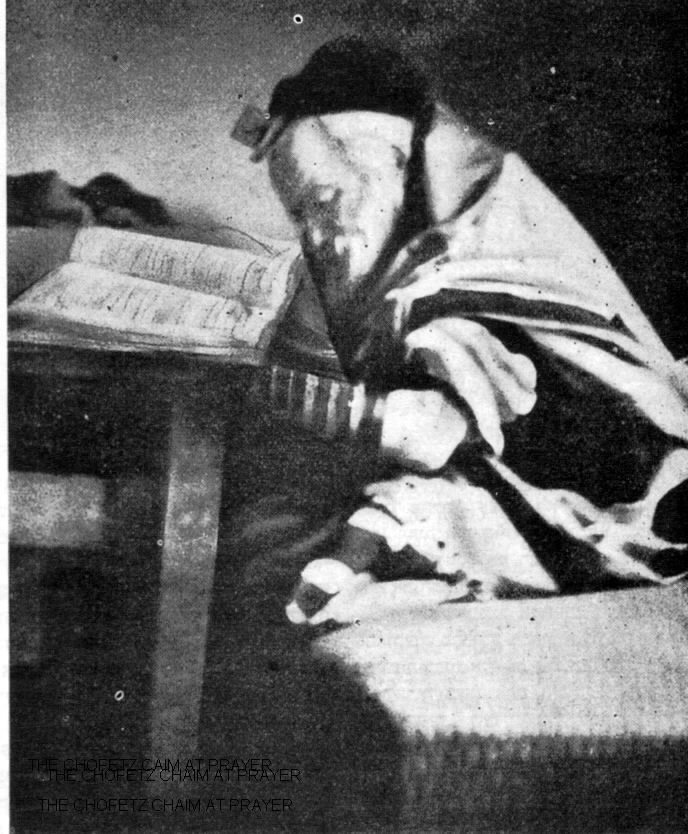
Rabbi Yisrael Meir HaCohen Kagan in preghiera.

Hisbodedus (traslitterato anche come "hitbodedut", dalla radice "boded" che significa "auto-isolamento") si riferisce ad una forma non strutturata, spontanea ed individualizzata della preghiera e della meditazione, insegnata da Rebbe Nachman di Breslov (pronipote del Baal Shem Tov). L'obiettivo dello hitbodedut è quello di stabilire un rapporto stretto e personale con Dio e una più chiara comprensione delle motivazioni personali e dei propri obiettivi.

## Meditazione nel Movimento Musar
Il Movimento Musar (Etica), fondato da Rabbi Israel Salanter a metà XIX secolo, incoraggiava le pratiche meditative di introspezione e di visualizzazione che potessero contribuire a migliorare il carattere morale. La sua sincera autovalutazione psicologica del culto spirituale personale istituzionalizzò la precedente tradizione etica classica all'interno della letteratura rabbinica come movimento spirituale nell'ambito delle yeshivah delle comunità ebraiche lituane. Molte di queste tecniche sono state descritte nelle opere del discepolo più vicino a Salanter, il rabbino Simcha Zissel Ziv. Due percorsi all'interno del Musar si sono sviluppati nelle scuole di Slabodka (ora a Hebron) e di Novardok (ora a Gerusalemme).

## Bibliografia

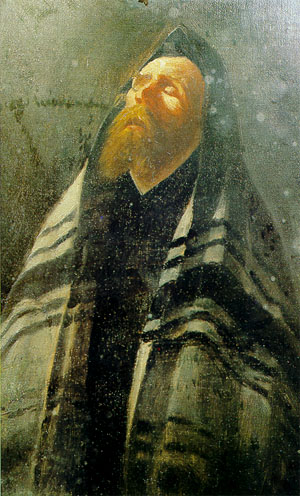
Rabbino in preghiera e meditazione